# Stanisław Porembalski
Stanisław Porembalski (ur. 24 września 1885 w Rudawce, zm. 7 października 1941 w Londynie) – urzędnik samorządowy w okresie II Rzeczypospolitej, porucznik Wojska Polskiego.

## Życiorys
Urodził się 24 września 1885 roku w Rudawce, w powiecie dobromilskim. W 1905 ukończył VIII klasę i zdał egzamin dojrzałości w C. K. Gimnazjum Arcyksiężniczki Elżbiety w Samborze (w jego klasie byli m.in. Mieczysław Małek, Roman Pollak, Bronisław Wiktor). W 1912 ukończył studia prawnicze na Uniwersytecie Lwowskim, następnie pracował Namiestnictwie we Lwowie, starostwie powiatowym w Lesku, Przemyślu i Tarnowie.
W lipcu 1919 jako komisarz powiatowy w Tarnowie został mianowany przez Generalnego Delegata Rządu sekretarzem Namiestnictwa. Od 1922 pracował w starostwie w Drohobyczu. Od 1925 do 1931 pełnił funkcję starosty powiatu drohobyckiego, od 1931 do 1936 starosty powiatu kieleckiego, po czym został mianowany komisarycznym prezydentem Kielc w marcu 1934 i był nim do 1935. Otrzymał tytuł honorowego obywatelstwa Kielc. 
Od maja 1936 do listopada 1938 sprawował stanowisko starosty grodzkiego powiatu lwowskiego. Następnie do wybuchu II wojny światowej pracował w Tymczasowym Wydziale Samorządowym w likwidacji we Lwowie.
W 1940 pełnił służbę w Biurze Rejestracyjnym Ministerstwa Spraw Wojskowych w Paryżu. Był porucznikiem.

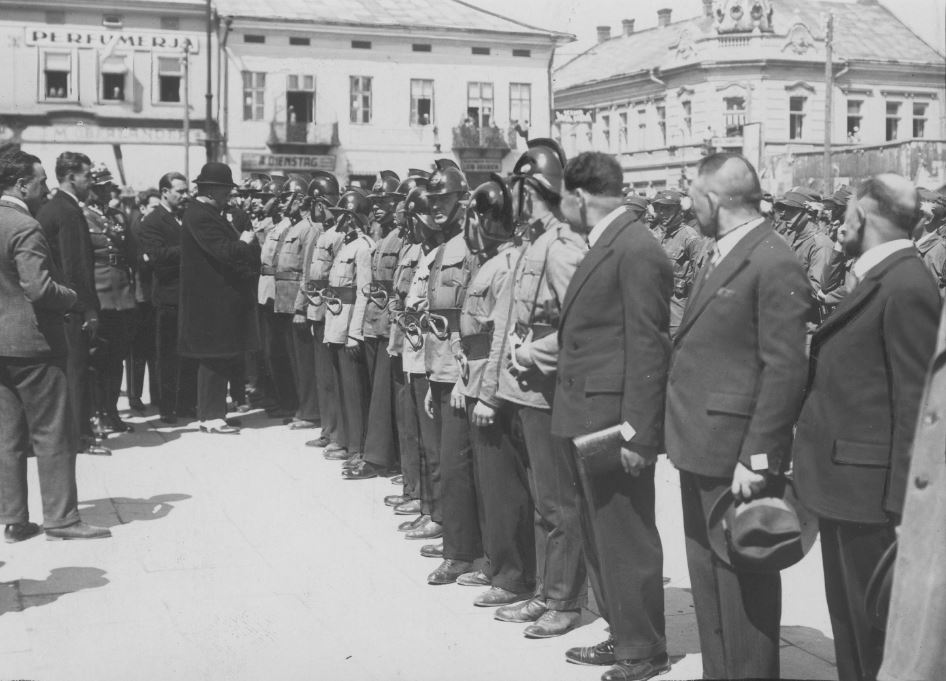
Starosta Stanisław Porembalski dekoruje strażaków podczas uroczystości na drohobyckim rynku.

Zmarł 7 października 1941 w Londynie. Został pochowany w grobowcu rodziny Borchólskich na cmentarzu Nowym w Kielcach.

## Ordery i odznaczenia
- Krzyż Kawalerski Orderu Odrodzenia Polski (27 grudnia 1924)[18]
- Złoty Krzyż Zasługi (trzykrotnie: 7 listopada 1929[19], 11 listopada 1937[20][13], 1938[21])
- Odznaka 2 Pułku Artylerii Legionów (1933)[10][13]
- Odznaka 2 Pułku Piechoty Legionów[13]